# 普斯京卡 (留波姆區)
51°4′53″N 24°6′58″E / 51.08139°N 24.11611°E
普斯京卡（烏克蘭語：Пустинка），是烏克蘭的村落，位於該國西部沃倫州，由科韋利區負責管轄，面積0.6平方公里，海拔高度183米，2001年人口63，人口密度每平方公里105.18人。